# Petita Edat de Gel
La Petita Edat de Gel (PEG) o Petita Edat Glacial va ser un període fred que es va produir des de la meitat del segle xiv fins a la meitat del segle xix. Amb la seva arribada va posar punt final a una era extraordinàriament calorosa anomenada Òptim climàtic medieval. Es compongué de tres màxims, un sobre el 1650, l'altre pel 1770, i un darrer el 1850. Es va pensar inicialment que la PEG era un fenomen global però més tard es desmentí. Bradley i Jones (1993), Hughes i Díaz (1994) i Crowley i Lowery (2000), descriuen la PEG com una època on l'Hemisferi Nord va tenir un modest refredament de menys d'1 °C.

## A l'hemisferi nord

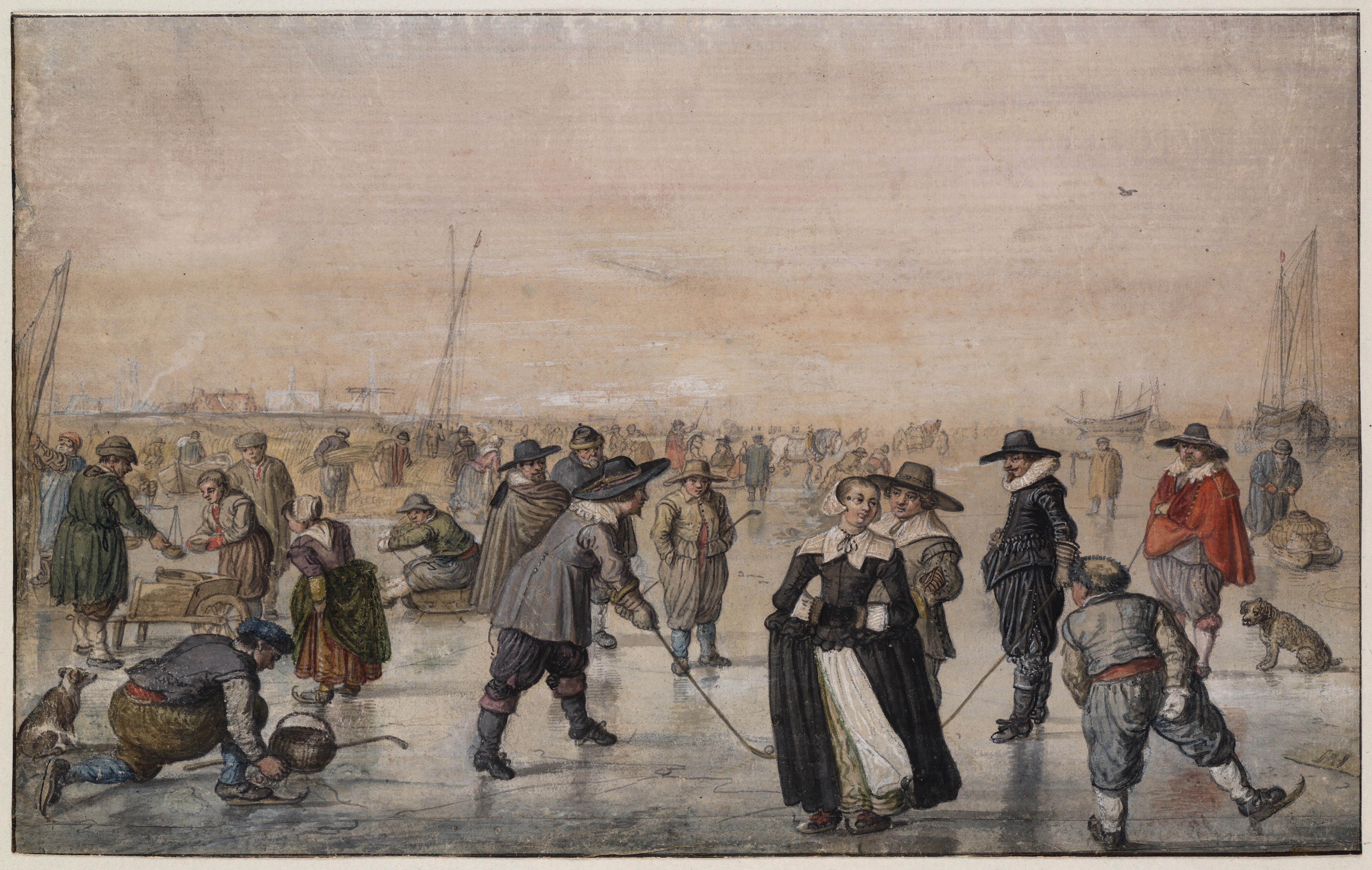
Una escena en el gel Hendrick Avercamp (1585 - 1634), Països Baixos. El cru fred de l'hivern de 1608 va inspirar esta escena que encara que es va considerar "típica" de la PEG, només es va pintar durant el període 1565-1665.

La Petita Edat de Gel va portar hiverns molt freds a moltes parts del món, però la documentació més completa està recollida a Europa i Amèrica del Nord. A mitjan segle xvii, l'avanç dels glaceres dels Alps suïssos va afectar pobles sencers. El riu Tàmesi, els canals i els rius dels Països Baixos es van glaçar sovint durant l'hivern, i les persones ho van aprofitar per a patinar. L'hivern de 1780, el port de Nova York es va gelar, de tal manera que la gent podia caminar de Manhattan a Staten Island. El gel del mar de Nord que rodeja Islàndia es va estendre diversos quilòmetres en totes direccions, produint el tancament dels ports de l'illa.
Els hiverns severs van afectar la vida humana. La població d'Islàndia va descendir a la meitat, i les colònies vikingues a Groenlàndia van desaparèixer. A Nord-amèrica, els nadius americans van protestar per l'escassetat de menjar.
Durant molts anys, la neu cobria la terra durant molts mesos. Moltes primaveres i estius eren freds i plujosos, encara que hi havia una gran variabilitat entre uns anys i altres. Les collites a tot Europa van haver d'adaptar-se a la curta estació de cultiu i hi havia molts anys de carestia i fam. Les violentes tempestats van causar inundacions massives i la pèrdua de vides fonamentalment va afectar danesos, alemanys, i les costes holandeses.
La magnitud de les glaceres de muntanya era molt major. El 1800 els límits de les zones de separacions d'acumulació neta d'aquells d'ablació neta era aproximadament 100 m més baixes que el 1975.
A Etiòpia i Mauritània, hi hi havia neu permanent a les crestes de les muntanyes en nivells on no ocorre avui. Timbuktu, una ciutat important en la ruta de les caravanes transahariana, es va inundar 13 vegades almenys pel riu Níger; no hi ha cap arxiu que arreplegui inundacions semblants abans o després de la PEG. A la Xina, a la Província de Kiangsi, es van abandonar cultius com les taronges, que necessiten un clima càlid, tal cultiu havia existit durant segles. A Nord-amèrica, els primers colons europeus van informar també d'hiverns severs. Per exemple, en 1607 els gels van persistir en el Llac Superior fins al 8 de juny.
La Petita Edat de Gel va deixar la seva empremta en l'art del període; per exemple, en quadres del pintor flamenc Pieter Brueghel el Jove, qui va viure de 1564 a 1638, la neu domina molts paisatges de pobles. Burroughs, que va estudiar la pintura d'eixe període, va observar que la temàtica es dona quasi completament de 1565 a 1665, i suposa que l'extraordinàriament cru hivern de 1565 va inspirar els grans artistes a pintar imatges molt originals. Hi ha una interrupció del tema entre 1627 i 1640, amb un retorn sobtat després d'açò; açò indica un interludi més plàcid en la dècada de 1630. De 1640 a 1660 hi ha una etapa de pintura holandesa bolcada en temes hivernals que encaixa amb la tornada d'hiverns freds. El declivi final del tema en la pintura va ser al voltant de 1660, i no coincideix amb una millora del clima; Burroughs posa les cauteles oportunes respecte a intentar traure moltes conclusions d'estos fets. No obstant observa que eixa pintura de l'hivern es repetix al voltant de 1780 i 1810, en què de nou va haver-hi un període més fred.
Una altra persona famosa que va viure durant la PEG va ser Antonio Stradivari, el conegut fabricant de  violins. Els climes més freds van causar que la fusta dels arbres fora més densa; a açò s'atribuïx parcialment l'extraordinari to de les creacions de Stradivari.

## A l'hemisferi sud
Un nucli de gel des de la part oriental de la Conca Bransfield, la identifica clarament en la Península Antàrtida esdeveniments propis de la Petita Edat de Gel i de l'Òptim Climàtic Medieval. Aquests esdeveniments cobreixen aproximadament els últims 300 anys, és a dir del 1700 endavant, i mostren condicions de temps no fredes que es presenten durant gran part del període anomenat "Petita edat de gel". Açò il·lustra la no globalitat de la PEG.
Nuclis de gel que van des del Glacera Superior de Fremont a Amèrica del Nord i la Glacera de Quelccaya en els Andes peruans, (Amèrica del Sud) mostren canvis semblants durant la PEG.
Els nuclis de Law Dome mostren nivells més baixos de CO₂ durant el període 1550 - 1800 dC, probablement com a resultat d'un clima global més fred.
Nuclis sedimentaris (Gebra-1 i Gebra-2) en la Conca de Bransfield, Península Antàrtida, tenen indicadors glacials segons les variacions del gel del mar- durant el període de la PEG.
La història dels corals del Pacífic tropical indica que l'activitat més intensa de El Niño va ocórrer a mitjan segle xvii, durant la Petita Edat de Gel.

## Els models del clima
En l'Atlàntic Nord, els sediments acumulats des de la fi de l'última glaciació fa aproximadament 12.000 anys mostra augments regulars en la quantitat de grans del sedimentaris dipositats procedents dels icebergs que s'han fos en l'oceà, indicant una sèrie de períodes freds (1-2 °C) que es repeteixen cada 1.500 anys més o menys. El més recent d'aquests períodes freds va ser la Petita Edat de Gel. Aquests mateixos períodes freds s'han descobert en sediments existents en Àfrica, però els períodes freds semblen més grans, oscil·lant entre (3-8 °C).

## Les causes
Els científics, fora dels sistemes d'interacció entre oceans i atmosfera han identificat dues hipòtesis més probables sobre les causes de la Petita Edat de Gel: un mínim en el cicle solar amb menor una menor emissió de radiació que escalfa la Terra, i l'activitat volcànica augmentada que provoca una capa més espessa de pols i cendres que actua de filtre a l'atmosfera. Altres persones investiguen influències més ambigües com la variabilitat natural del clima, i la influència humana. Alguns també han especulat que aquesta despoblació d'Europa durant la Pesta Negra, i la disminució resultant en el rendiment agrícola, pot haver prolongat la Petita Edat de Gel.

### L'activitat solar

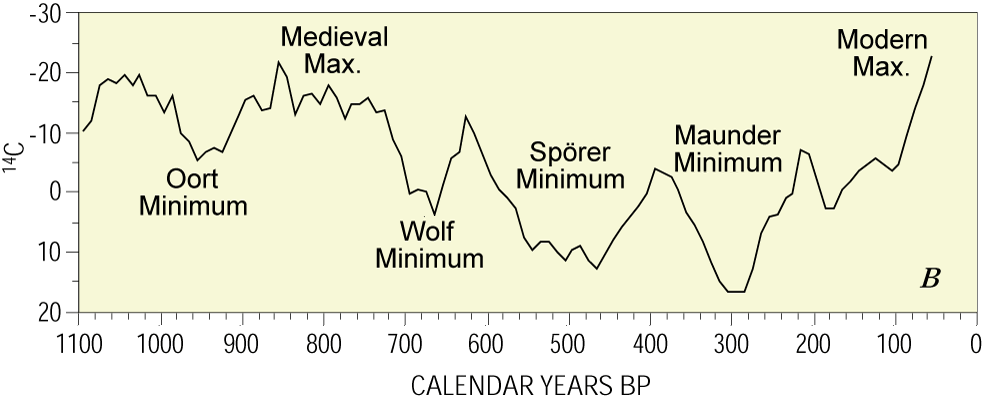
Els esdeveniments de l'activitat solar van quedar gravats en el carboni radioactiu.

Durant el període 1645-1715, al mig de la Petita Edat de Gel, l'activitat solar reflectida en les taques solars era summament baixa, amb alguns anys que no hi havia cap taca solar. Aquest període de baixa activitat de les taques solar és conegut com el Mínim de Maunder. El mecanisme precís entre la baixa activitat de les taques solars i les temperatures fredes no s'han establert. Però la coincidència del Mínim de Maunder amb el període més profund de la Petita Edat de Gel suggereix que hi ha una connexió. Altres indicadors de la baixa activitat solar durant aquest període són els nivells de carboni-14 i beril·li-10. A partir de proxies preservats en sediments lacustres d'alta muntanya s'ha pogut determinar que els darrers quatre màxims d'avenç glacial, al voltant de 1265, 1520, 1685 i 1810 coincideixen amb quatre mínims del cicle solar.

### L'activitat volcànica
Al llarg de la Petita Edat de Gel el món va experimentar també una activitat volcànica elevada. Quan un volcà fa erupció, les seves cendres arriben la part alta de l'atmosfera i es poden estendre fins a cobrir la terra sencera. aquests núvols de cendra fan que no arribe la radiació solar entrant, portant a una disminució de la temperatura a nivell mundial. Poden durar fins a dos anys després d'una erupció. També es va emetre durant les erupcions sofre en el forma de gas SO2 . Quan este gas arriba a l'estratosfera es converteix en partícules d'àcid sulfúric que reflecteixen els rajos del sol reduint la quantitat de radiació que arriben a la superfície de la terra. L'erupció del Tambora de 1815 a Indonèsia va cobrir l'atmosfera de cendres; l'any següent, 1816, va ser conegut com l'Any sense estiu, quan va haver-hi gel i neus al juny i juliol en Nova Anglaterra i el Nord d'Europa. Va arribar a nevar de colors per les cendres, i la gent va pensar que tenia alguna relació amb les divinitats, per això es van arribar a fer ofrenes com les collites del mes o sacrificis, animals, o fins i tot, persones.

## La Petita Edat de Gel a la península Ibèrica
L'Ebre es va glaçar set vegades entre 1505 i 1789, però en 1788, i de nou en 1789 el riu va romandre glaçat durant quinze dies, i una extensa xarxa de pous de glaç es van construir i van mantenir-se entre els segles xvi i XIX al llarg del Mediterrani oriental, alguns ubicats en àrees on no neva en l'actualitat ni un sol dia a l'any. L'emmagatzemament i distribució de gel eren un negoci viu que involucrava seccions senceres de la població rural. En podem trobar de ben conservats a zones de la Serralada Prelitoral, com el Parc Natural de Sant Llorenç del Munt i l'Obac, o a la Serralada Litoral, al Parc Natural del Montnegre i el Corredor.
Hi ha també una àmplia evidència que durant aquest període les glaceres es van estendre en els Pirineus, fonent-se des de llavors. És més, els romanents de la glacera de Sierra Nevada que finalment va sucumbir al final del segle xx, es van originar en aquest moment, i no eren, com a vegades es diu, restes de l'última veritable Edat de Gel. Les últimes veritables glaceres de Sierra Nevada i els Pics d'Europa es van fondre a finals del segle xix. Es creu que les temperatures en Europa durant l'anomenat Òptim climàtic medieval entre els segles IX al XIII van haver de ser entre 1 i 1.5 °C superiors a la temperatura actual, suficient perquè aquestes glaceres, i inclús les dels Pirineus, s'hagueren fos. Les actuals glaceres dels Pirineus es van formar principalment durant aquest període fred i han estat fonent-se lentament des de llavors. L'àrea de la superfície total de les glaceres en la vessant espanyola dels Pirineus ha disminuït des de les 1.779 hectàrees en 1894 a les 290 que hi ha a l'any 2000.
Martin i Olcina en Clima i Temps assenyalen a Espanya quatre períodes de successos catastròfics (meitat del segle xv, 1570-1610, 1769-1800 i 1820-1860) assenyalats per pluges intenses, nevades i tempestes en el mar. Es van mesclar amb els interludis de severes sequeres. Entre 1760 i 1800, la costa mediterrània de la Península Ibèrica va patir una anomalia atmosfèrica coneguda com a oscil·lació Maldà, caracteritzada per la concurrència de sequera inclement, precipitacions extraordinàries, riuades i inundacions, pedregades, gelades fora de temporada, hiverns llargs i freds, i estius curts i humits.
Un altre estudi de A. Sousa i P. García-Murillo-García-Murillo en 2003 es fixa en els canvis en els aiguamolls d'Andalusia (específicament, Doñana) al final de la Petita Edat de Gel. Els autors van concloure que la Petita Edat de Gel es va caracteritzar per períodes més plujosos alternats amb altres de sequera. Altres autors creuen que la PEG es va caracteritzar en el sud de la península Ibèrica per un augment de la pluja, major freqüència de les inundacions i de la sedimentació en l'Europa mediterrània.

## La fi de la Petita Edat de Gel
Al voltant de 1850, el clima del món va començar a escalfar-se novament i pot dir-se que la Petita Edat de Gel es va acabar en eixe moment. Alguns científics creuen que el clima de la Terra encara s'està recuperant de la Petita Edat de Gel i que aquesta situació se suma a les preocupacions del canvi del clima causat per l'home.